# Подгорје (Велење)
Подгорје (словен. Podgorje) је насељено мјесто у општини Велење, Савињска регија, Словенија.

## Историја
До територијалне реорганизације у Словенији било је у саставу старе општине Велење.

## Становништво
У попису становништва из 2011. године, Подгорје је имало 164 становника.
| Број становника према пописима | Број становника према пописима | Број становника према пописима |
| ------------------------------ | ------------------------------ | ------------------------------ |
| 1991                           | 2002                           | 2011                           |
| 153                            | 158                            | 164                            |